# 瓦津基宮

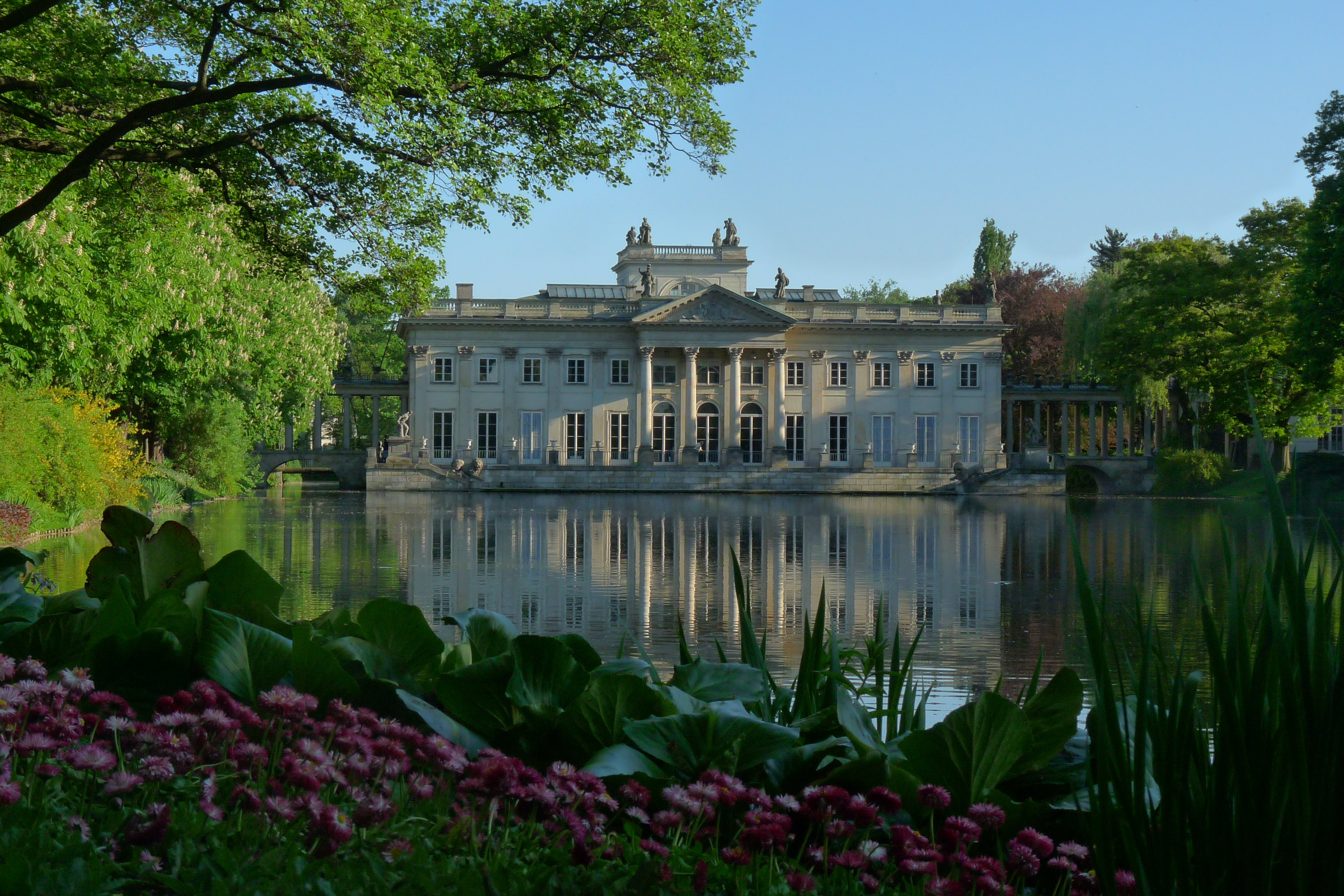
瓦津基宮

瓦津基宮（波蘭語：pałac Łazienkowski）是位於波蘭華沙皇家浴場公園的一座宮殿，以優美的新古典主義水榭建築聞名。宮殿位於華沙市中心面積最大的公園內，佔地超過76公頃。瓦津基宮始建於1674年，在1766年被斯坦尼斯瓦夫二世買走，由多米尼克・梅爾里尼及扬・克利斯提安・坎瑟澤改建成他的一座小型夏宮。

## 外部連結
- （波兰語） Official site （页面存档备份，存于）
- （波兰語） Lubomirski's Bathhouse

52°12′53″N 21°2′8″E / 52.21472°N 21.03556°E